# CableACE Award
O CableACE Award (ou ACE awards) foi um prémio atribuido nos E.U.A. entre 1978 e 1997, para distinguir a excelência na programação da televisão por cabo americana.